# Brooke Fraser
Brooke Gabrielle Fraser Ligertwood (sinh ngày 15 tháng 12 năm 1983) còn được biết đến với nghệ danh Brooke Fraser, là nữ ca sĩ kiêm sáng tác nhạc người New Zealand. Cô là con gái cả của gia đình tuyển thủ bóng bầu dục công đoàn Bernie Fraser, cô được tiếp xúc với âm nhạc từ sớm và ký kết hợp đồng cùng hãng Sony Music vào năm 18 tuổi. Album đầu tay của cô, What to Do with Daylight (2004) mở đầu ở ngôi quán quân tại New Zealand và đạt chứng nhận đĩa Vàng bởi Hiệp hội Công nghiệp ghi âm New Zealand ngay trong tuần đầu lên kệ. Đến nay, album đã có 66 tuần xếp hạng và chạm mốc 105.000 bản tại New Zealand. Toàn bộ 5 đĩa đơn phát hành từ album đều lọt vào top 20 New Zealand Singles Chart, với "Better" là đĩa đơn thành công nhất khi vươn đến vị trí thứ 3.
Album phòng thu thứ 2 Albertine (2006) nhận được những lời khen ngợi của giới phê bình tại quê nhà, trong khi vươn đến ngôi đầu bảng và đạt chứng nhận Bạch kim ngay trong tuần đầu phát hành tại New Zealand. Album còn được chứng nhận Vàng bởi Hiệp hội Công nghiệp ghi âm Úc và là album đầu tiên của Fraser được xếp hạng tại Billboard 200, với doanh số đạt 60.000 bản tại khu vực Bắc Mỹ. 2 trong số 3 đĩa đơn phát hành từ Albertine được xếp hạng tại New Zealand, với "Deciphering Me" lọt vào top 5 New Zealand Singles Chart. Được thực hiện tại Hollywood, Flags (2010) được các nhà phê bình đánh giá cao trong khi ghi dấu thành công lớn của Fraser tại thị trường quốc tế và là album quán quân thứ ba của cô tại New Zealand. Đến nay, album được chứng nhận đĩa Vàng tại Đức và Úc với 2 lần đĩa Bạch kim tại New Zealand. Đĩa đơn "Something in the Water" trích từ Flags đạt thứ hạng cao tại khu vực châu Âu và được chứng nhận Bạch kim bởi Hiệp hội Công nghiệp ghi âm New Zealand. Vào năm 2014, cô cho phát hành album phòng thu thứ 4 Brutal Romantic.
Đến nay, cô đã nhận được 6 giải APRA Awards, và 8 giải thưởng Âm nhạc New Zealand.
Cô kết hôn cùng Scott Ligertwood tại Sydney vào năm 2008 và thông báo mang thai đứa con đầu tiên vào tháng 3 năm 2015. Đến tháng 9 năm 2015, Brooke và Scott chào đón con gái Dylan Wilde Ligertwood bước vào cuộc đời của họ - món quà quý giá nhất của hai người cho đến nay.
Năm 2004, công việc đã đưa cô đến Sydney, Australia và tại đây, Fraser đã khám phá ra niềm đam mê lớn lao khác của mình - phục vụ tại nhà thờ địa phương.
Trong nhiều năm liền, bên cạnh sự nghiệp ca hát thì Brooke và chồng Scott đã từng là những nhạc sĩ và là thành viên của đội ngũ sáng tạo quan trọng tại Hillsong Church, dưới sự lãnh đạo của hai mục sư trưởng Brian và Bobbie Houston.
Tình yêu của Brooke đối với lời Chúa và sự yêu thích của cô đối với âm nhạc thờ phượng tại nhà thờ đã cho cô sáng tác nên những bài hát như 'Hosanna', 'Desert Song' và 'Man of Sorrows'; cùng với hết cả tấm lòng Brooke viết 'None But Jesus', 'Lead Me to the Cross', 'Transfiguration' và bài hát mới nhất 'What a Beautiful Name'.
Brooke cùng chồng sống ở Los Angeles, CA, nơi họ là một phần của nhóm hướng dẫn thờ phượng chính tại Hillsong LA.

## Danh sách đĩa nhạc
- What to Do with Daylight (2003)
- Albertine (2006)
- Flags (2010)
- Brutal Romantic (2014)